# Mad (журнал)
Mad – американський сатиричний журнал, який видається з 1952 року. Спочатку Mad  випускався як книга коміксів, незабаром перетворився в повноцінний журнал. Першим головним редактором був Харві Курцман, серед інших, у журналі публікувались Серхіо Арагонес, Аль Яффі й Волтер Вуд. В даний час журнал видається в шести країнах (Німеччина, Бразилія, Австралія, Південна Африка, Іспанія і Нідерланди), в минулому було ще сімнадцять видань (в тому числі британське, французьке, канадське, аргентинське, італійське, Карибського басейну, тайванське, ізраїльське і турецьке ).

## Історія
Журнал Mad починав свою історію як комікс, опублікований EC, дебютував у серпні 1952 року (дата обкладинки жовтень-листопад). На початку 1960-х Mad Office переїхав на 485 Медісон-авеню, розташоване в журналі як "485 MADison Avenue". Заголовок маркується в основному як MAD. Перше видання було написано майже цілком Харві Курцманом, а також ілюстрації Курцмана разом з Уоллі Вудом, Уілл Елдер, Джеком Девісом та Джоном Северином. Вуд, Елдер і Девіс були трьома основними ілюстраторами протягом всіх 23-х випусків коміксу. 
Щоб зберегти Курцмана як свого редактора, комікс перетворений у формат журналу з випуску № 24 (1955). Перетворення лише спонукало Курцмана залишатися ще на один рік, але, головним чином, цей крок зніс Mad зі стриктур Комітету з кодексу. Після від'їзду Курцмана в 1956 році, новий редактор Аль Фельдстейн стрімко вивів на борт таких авторів, як Дон Мартін, Френк Джейкобс і Морт Друкер, а пізніше Антоніо Прохіас, Дейв Берг та Серхіо Арагонес. Тираж журналу збільшився в чотири рази під час володіння Фельдштейном, досягши в 1974 році - 2132655 копій; він пізніше відмовився від такого тиражу, та зменшив його до третини цієї цифри до кінця свого часу як редактор.

## Реклама
Mad був давно відомий своєю відсутністю реклами, що дозволило йому наситити матеріалістичну культуру, не боячись репресій. Протягом десятиліть це був найуспішніший американський журнал з публікацією без реклами, починаючи з випуску № 33 (квітень 1957 р.) І продовжуючи до випуску № 402 (лютий 2001 р.).
Будучи комічною книжкою, Mad випустив ту саму рекламу, що й інша частина EC. Пізніше журнал зробив угоду з Moxie Soda, яка передбачала вставляння логотипу Moxie в різні статті. Впродовж перших двох років "Mad" запустив обмежену кількість рекламних оголошень як журнал, який з благополуччя позначив "справжню рекламу", щоб відрізняти справжню від пародій. Останнє автентичне оголошення, опубліковане під оригінальним "божевільним режимом", було для відомої школи художників; два випуски пізніше, внутрішня обкладинка випуску № 34 мала пародію на ту ж рекламу. Після цього перехідного періоду єдиними промо-акціями, які з'явилися в Mad протягом десятиліть, були оголошення для власних книжок та спеціальних акцій, передплати та рекламні предмети, такі як керамічні бюсти, футболки або лінія Mad jewelry. Це правило було обмежене лише кількома разів, щоб рекламувати зовнішні продукти, безпосередньо пов'язані з журналом, такі як Паркер-Братс Mad Board Game, відеоігри на основі Spy проти шпигунства та горезвісний фільм Up the Academy (який пізніше відмовився від журналу) . Mad  пообіцяли, що вони ніколи не зроблять список розсилки доступним.